# Най, Джеймс Уоррен
Джеймс Уоррен Най (англ. James Warren Nye; 10 июня 1815, Де-Райтер, Нью-Йорк — 25 декабря 1876, Уайт-Плейнс, Нью-Йорк) — американский государственный и политический деятель.

## Биография
Родился в Де-Райтере, штат Нью-Йорк, посещал школу и Академию Гомера. Затем изучал право у Лоренцо Шервуда и Мартина Суита из Гамильтона и был принят в адвокатуру. Практиковал с Лоренцо Шервудом в Гамильтоне в фирме Sherwood & Nye.
В 1843 году был назначен в канцлерский суд Нью-Йорка. С 1844 по 1847 год работал в суде округе Мэдисон и стал судьей с 1847 по 1851 год. Служил в Национальной гвардии армии Нью-Йорка: в начале 1840-х годов был командиром 35-й бригады 17-й дивизии в звании бригадного генерала. В 1846 году был назначен командиром 17-й дивизии в звании генерал-майора.
В конце 1840-х годов во время противостояния в Демократической партии Нью-Йорка между Барнбёрнерами и Ханкерами он поддержал Барнбёрнеров, выступающих против рабства. Поддержал кандидатуру Мартина Ван Бюрена в качестве кандидата от «Партии свободной земли» на должность президента в 1848 году и неудачно выдвинулся от этой партии на выборах в Конгресс США.
C 1852 по 1857 год жил в Сиракьюсе, где продолжал заниматься юридической практикой. В 1857 году переехал в Нью-Йорк, где с 1857 по 1860 год занимал должность комиссара полиции Нью-Йорка.
В 1861 году был назначен губернатором недавно созданной территории Невада президентом Авраамом Линкольном.
В 1864 году после принятия Невады в качестве штата был избран от Республиканской партии в Сенат США. В 1867 году был переизбран и работал там с 1 февраля 1865 года по 3 марта 1873 года.
В последние годы жизни испытывал проблемы с психическим здоровьем и жил в приюте. Часто бредил, в том числе утверждал, что он мёртв и ждет прибытия своего гроба. Скончался в Уайт-Плейнсе 25 декабря 1876 года и был похоронен на кладбище Вудлон в Бронксе.
Округ Най в штате Невада назван в его честь.